# مزود
مزود (به مجاری:  Meződ) یک منطقهٔ مسکونی در مجارستان است که در ناحیه هدی‌هات واقع شده‌است.